# Vlekkeelkolibrie
De vlekkeelkolibrie (Thaumasius taczanowskii synoniem: Leucippus taczanowskii) is een vogel uit de familie Trochilidae (kolibries). De vogel is genoemd naar de Poolse natuuronderzoeker Wladyslaw Taczanowski.

## Verspreiding en leefgebied
Deze soort is endemisch in noordelijk en midden-Peru.